# Vlažni tropi Queenslanda
Vlažni tropi Queenslanda je tropska kišna šuma koja prekriva oko 8.940 km² duž sjeveroistočnog dijela Velikog razvodnog gorja, koji pripada australijskoj pokrajini Queensland, od grada Townsvillea do Cooktowna, paralelno s Velikim koraljnim grebenom. U ovom području nalazi se šest nacionalnih parkova (ali i više od 700 zaštićenih lokaliteta od kojih su neki u privatnom vlasništvu) koji su 1988. godine upisani na UNESCO-ov popis mjesta svjetske baštine u Australiji i Oceaniji kao jedinstven lokalitet koji pruža uvid u ekološki i evolucijski razvoj australske flore i faune u posljednjih 415 milijuna godina. Na ovom području je došlo do miješanja flore i faune dva kontinenta, Australije i Azije, prije 15 milijuna godina kada su se ova dva kontinenta sudarila. Odavde potječu sve vrste australskih tobolčara i ptica pjevica, o čemu svjedoči sličnost aktualnih životinja iz ovih šuma s fosilnim ostacima pronađenima u Riversleighu (još jedna svjetska baština australije).
U ovom području, u njegovih 13 vrsta kišnih šuma i 29 vrsta šuma mangrova, što je više nego bilo gdje drugo u Australiji, obitava 390 rijetkih biljaka od kojih su 74 vrste ugrožene, a 85 ih je endema koji rastu samo u ovom području. Tu također obitava veliki broj tobolčara, glodavaca i šišmiša, od kojih je devet endemskih vrsta kao što su: četiri vrste prstenorepih oposuma, dvije vrste klokana penjača, i najmanji tobolčar, Muskatni štakor-klokan, ali i maleni tobolčar-mesožder Antechinus godmani.

## Popis nacionalnih parkova
| Slika                     | Nacionalni park               | Osnovan | Površina        | Koordinate                                      | Bilješke |
| ------------------------- | ----------------------------- | ------- | --------------- | ----------------------------------------------- | --- |
|                           | Nacionalni park klanca Barron | 1940.   | 2800 hektara    | 16°50′34″S 145°39′08″E / 16.84278°S 145.65222°E | U parku klanca Barron koji se nalazi 2 km od Kuranda, nalaze se dva slapa pritoka rijeke Barron, Stoney Creek i Surprise Creek. Park je vraćen autohtonom domorodačkom stanovništvu 17. prosinca 2004. godine. |
|                           | Nacionalni park Kalkajaka     | 1988.   | 900,000 hektara | 15°40′05″S 145°13′55″E / 15.66806°S 145.23194°E | Nacionalni park Kalakajaka (aboridžinski za "Crna planina"), 25 km jugozapadno od Cooktowna, sadrži markantne planinski vijenac granitnih stijena od kojihn su neke velike poput kuća. |
| Nacionalni park Lamington | Zaljev cedrova                | 1977.   | 56.5 km²        | 15°46′37″S 145°20′47″E / 15.77694°S 145.34639°E | Nacionalni park Zaljev cedrova, 40 km južno od Cooktowna, poznat je kao sjajno mjesto za ornitologe. od 1994. god. njime upravlja australsko domorodačko stanovništvo. |
|                           | Daintree                      | 1981.   | 1200 km²        | 29°24′14″S 153°21′44″E / 29.40389°S 153.36222°E | Nacionalni park Daintree, 100 km sjeverozapadno od Cairnsa, je poznat po velikoj bioraznolikosti, u koju spada i velika populacija rijetkih vrsta ptica. Ime mu je dao istraživač George Elphinstone Dalrymple po imenu svoga prijatelja, Richarda Daintrea. |
|                           | Girringun                     | 1994.   | 1,538 km²       | 18°05′00″S 145°35′56″E / 18.08333°S 145.59889°E | Nacionalnim parkom Girringun, 50 km jugozapadno os Inghama, dominiraju granitna brda Seaview, George i Cardwell, koja su nastala vulkanskom erupcijom prije oko 100,000 godina. Najveća znamenitost parka su Wallamanovi slapovi koji su visinom od 268 metara najviši u Australiji.                                                                                             |
|                           | Wooroonooran                  | 1994.   | 798 km²         | 17°08′47″S 145°47′36″E / 17.14639°S 145.79333°E | U nacionalnom parku Wooroonooran, koji se nalazi između Innisfaila i Cairnsa, nalaze se dvije najviše planine Queenslanda, Mount Bartle Frere (1622 m) i Mount Bellenden Ker (1592 m); dok je Walshova piramida (slika lijevo), visinom od 922 m, najviša prirodna piramida na svijetu. U parku se nalazi i nekoliko slapova, Josephinini slapovi, Tchupala, Clamshell i Whites. |

## Vanjske poveznice
- Wet Tropics (engl.) Službene stranice uprave